# フアン・ロドリゲス・カブリリョ
フアン・ロドリゲス・カブリリョ（スペイン語: Juan Rodríguez Cabrillo、ポルトガル語: João Rodrigues Cabrilho、1499年ごろ - 1543年1月3日）は、ポルトガル出身（異説あり）の航海士・探検者であり、スペイン帝国のために北アメリカの太平洋岸を探検したことで知られる。カブリリョは現在のアメリカ合衆国カリフォルニア州の海岸をはじめて航行した西洋人だった。
名前はカブリヨ、カブリージョとも記される。英語風にカブリロと記されることもある。

## 国籍
一般的に、カブリリョはポルトガルの生まれであると考えられており、年代記作者であるアントニオ・デ・エレラ・イ・トルデシヤスがカブリリョの没後60年たって書いた「Historia General de los hechos de los Castellanos en lás Islas y tierra firme del Mar Oceano」においてポルトガル人であることが明記されている。ポルトガル人はカブリリョを自国の英雄と考えており、カブリリョの生地を称する場所もいくつか存在する。
しかし、1986年にカブリリョの伝記を書いたハリー・ケルジーは、カブリリョがおそらくスペインのセビリア出身であろうとしている。いっぽう、カナダのウェンディ・クラーマーは、2015年にスペインの法律文書を調査して、1532年の訴訟の証人のひとりがフアン・ロドリゲス・カブリリョという名前で、スペインのコルドバ県のパルマ・デ・ミセルヒリオ（＝パルマ・デル・リオ）の出身であると記されていることを発見した。この証人に関する他の詳細は探検者の事実に一致していた。

## 航海
カブリリョは若くしてハバナに航海し、メキシコ（当時はヌエバ・エスパーニャ）のエルナン・コルテスの軍隊に参加した。その後、グアテマラで金鉱を発見し、メキシコでもっとも裕福なコンキスタドールのひとりとなった。伝記作家のハリー・ケルジーによると、現地の女性と事実婚を行って、少なくとも3人の娘を含む数人の子供を儲けた。のちにスペインに戻ったときに、セビリアのベアトリス・サンチェス・デ・オルテガと結婚し、ふたりでグアテマラに戻り、2人の息子を生んだ。
カブリリョはアメリカの現地人を奴隷化するエンコミエンダ制によって利益を得た。たとえばホンジュラスでは、現地人の家庭を男女に分けて、男は金鉱へ送りこんだり、船を造るのに必要な材料を得るために森へ送りこんだりした。女は兵士や船乗りに与え、おそらくは奴隷にされた。
カブリリョは、フランシスコ・デ・オロスコが現在のメキシコのオアハカで現地のミシュテカ人を征服するのに同行した。カブリリョがそこで何をしたかはほとんど何もわかっていない。
1539年、エルナン・コルテスから依頼を受けたフランシスコ・デ・ウリョアがカリフォルニア湾を発見し、北緯30度近くまで到達した。そこで、カブリリョは新任のヌエバ・エスパーニャ副王であるアントニオ・デ・メンドーサに依頼され、太平洋岸の探検隊を率いることになった。その目的は貿易の機会を得ることにあり、おそらく中国への航路を得る（北太平洋については完全にはわかっていなかった）か、または太平洋とハドソン湾を結ぶ伝説のアニアン海峡（または北西航路）を発見することにあった。カブリリョは探検（2隻か3隻）のための旗艦を建設・所有し、貿易や財宝による利益はカブリリョが得ることになった。

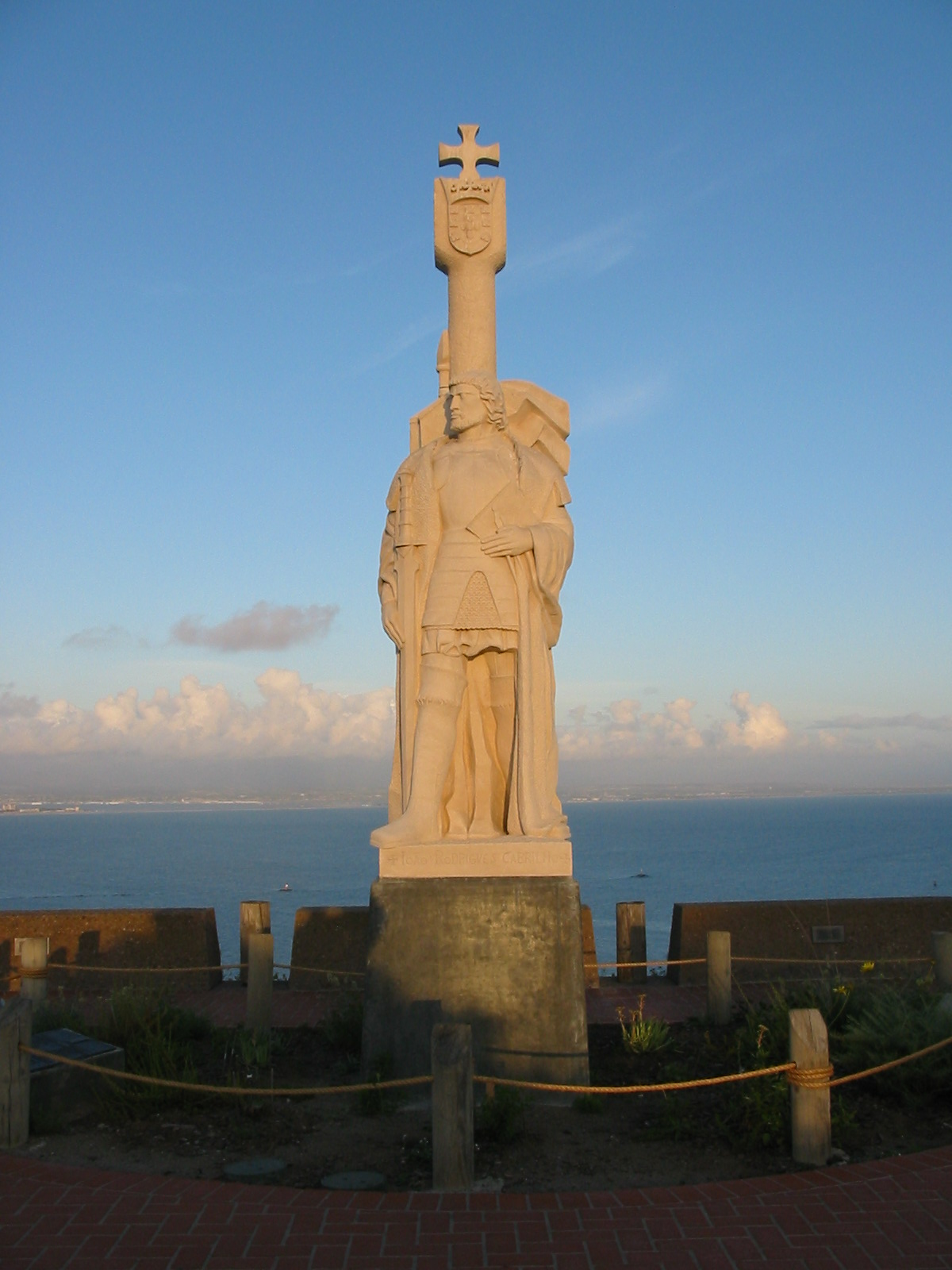
カリフォルニア州サンディエゴのカブリヨ・ナショナル・モニュメント

1540年、今のエルサルバドルのアカフトラから出港した艦隊は、クリスマスの日にメキシコのナビダードに到着した。メキシコに滞在中、ペドロ・デ・アルバラードは敵対的な現地人に攻撃されているノチストランを守ろうとしていたが、馬の下敷きになって胸を打ったことが原因で死亡した（ミシュトン戦争を参照）。アルバラードの没後、副王はその艦隊の所有権を取りあげて、その一部をルイ・ロペス・デ・ビリャロボスのためにフィリピン諸島へと送り、2隻はカブリリョの指揮のもと、北方へ向かうことになった。
1542年6月27日、カブリリョの艦隊は3隻でナビダードを出発した。艦隊は200トンのガレオン船で旗艦のサンサルバドル号、より小さな（100トンの）ラ・ビクトリア号、そして大三角帆と26の櫂を持つ「フラガータ」または「ベルガンティン」と呼ばれる種類のサンミゲル号から構成されていた。8月1日にカブリリョはセドロス島の見える地点に錨をおろした。その月のうちにバハ岬（1539年にウリョアが「カボ・デル・エンガニョ」と命名していた）を通過し、「スペインの船が踏みこんだことのない、地図にのっていない海」にはいった。9月28日に現在サンディエゴ湾と呼ばれる場所に上陸し、「サンミゲル」と命名した。その一週間あまり後（10月7日）にサンタカタリナ島に到達し、旗艦にちなんで「サンサルバドル」と命名した。島にボートを送ったときに、「武装したインディアンの大群が現れた」が、のちに「友人になった」。近くのサンクレメンテ島をもう1隻の船にちなんで「ビクトリア」と命名した。翌朝（10月8日）、カブリリョはサンペドロ湾に到達し、そこを「バイア・デ・ロス・フモス」と呼んだ。次の日はサンタモニカ湾に停泊した。海岸を北上するときにアナパカ島を見たが、インディアンによればそこは無人島だった。艦隊は翌週をチャンネル諸島で過ごし、主にサンミゲル島の北東にあるカイラー港に停泊した。10月18日にポイント・コンセプションを見て、「カボ・デ・ガレリア」と命名した。
1542年10月に、カブリリョの探検隊はカリフォルニア海岸と近傍の島に数多くのチュマシュ族の村の名を記録している。当時、これらの村はシェショ（現在のサンタバーバラ郡、「老女」が君臨していた）とシュク（今のベンチュラ郡）に分かれて争っていた。
11月13日、彼らは岬を見て「カボ・デ・ピノス」（ポイント・レイェスか）と命名したが、サンフランシスコ湾の入口には気がつかなかった。同じ失敗はカブリリョ以後200年以上にわたって繰り返されることになる。探検隊はロシアン川まで北上したが、そこで秋の暴風によって引きかえすことになった。帰る途中でモントレー湾にはいり、そこを「バイア・デ・ロス・ピノス」と名付けた。
1542年11月23日、艦隊は「サンサルバドル」（サンタカタリナ島）に戻り、そこで越冬と修理を行うことにした。クリスマスイブの日にカブリリョはトンヴァ族の戦士の攻撃から探検隊員を救おうとボートから外に出たとき、とがった岩の上に倒れて、ももに裂傷を作った。その傷が壊疽をおこしたのがもとで、1543年1月3日に死亡し、そこに埋葬された。後にサンミゲル島から彼の墓石かもしれないものが発見されている。艦隊は副司令官に率いられて1543年4月14日にナビダードに帰還した。
中断されたカブリリョの探検の書記による公式な記録は失われた。現存するのは他の調査者であるアンドレス・デ・ウルダネータによって残された要約だけである。ウルダネータは船の記録と海図を見ることができた。カブリリョの航海に関する印刷された記事は17世紀はじめの歴史学者であるアントニオ・デ・エレラによる記事以前は存在しなかった。

## 命名と記念

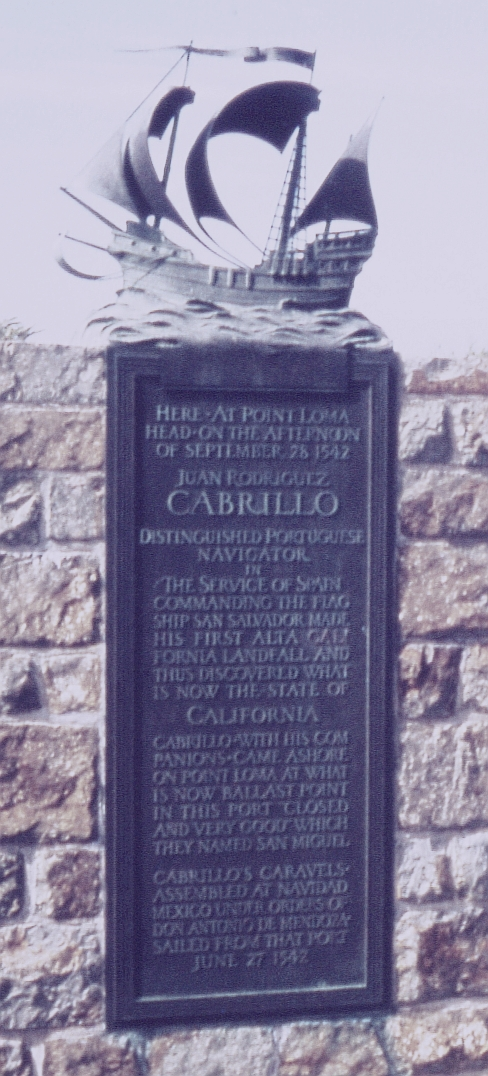
1935年にポルトガル大使から米国に贈られたカブリリョをたたえる銘板。カブリヨ・ナショナル・モニュメント内

カブリリョの発見は当時はほとんど注目されなかったため、カブリリョの命名した地名は一つとして後世に残らなかった。しかし、現在カブリリョは最初にカリフォルニア沿岸を旅した西洋人として記憶され、多数の公園・学校・建物・道路などにカブリリョの名がつけられている。
特に、アメリカ合衆国国立公園局の運営するカブリヨ・ナショナル・モニュメントはサンディエゴのポイント・ロマから湾を見おろしており、カブリリョがはじめてカリフォルニアに上陸してサンディエゴと太平洋を眺めたことを記念している。このモニュメントは実物よりも大きなカブリリョの像で、ポルトガル政府によって寄贈された。また、1935年にはポルトガル大使から米国にカブリリョをたたえる銘板が贈られている。公園内の博物館はカブリリョとその航海をテーマにしている。毎年9月にはカブリリョ・フェスティバル会社の主催で、カブリリョがサンディエゴ湾を発見したことを祝うための3日間のカブリヨ・フェスティバルが開催され、バラスト・ポイントにカブリリョが停泊する様子が再現される。
9月28日はカリフォルニア州の公式の「カブリリョの日」に指定されている。
北カリフォルニアのポイント・カブリロ灯台の名はカブリリョにちなんでつけられた。ロサンゼルスのサンペドロにはカブリロ海岸とカブリロ・マリン水族館がある。
カブリリョにちなんでつけられた学校名にはアプトスのカブリロ・カレッジ、ロンポークのカブリロ・ハイスクール、ロングビーチのカブリロ・ハイスクールがある。ベンチュラとサンタクララには中学校が、ホーソーン、マリブ、サンディエゴ、サンペドロには小学校がある。
サンタバーバラ郡ラス・クルセスから北へサンフランシスコまで走っているカリフォルニア州道1号線の一部はカブリロ・ハイウェイと呼ばれている。サンディエゴのバルボアパークにあるカブリロ橋とカブリロ高速道路（カリフォルニア州道163号線）もカブリリョにちなむ。サンディエゴ、サンフランシスコ、サンタクララ、サンペドロ、サンタバーバラ、パームデザート、トーランスにはカブリリョの名をもつ道路が存在する。

「SSカブリロ」は、1914年に進水した木造蒸気船で、サンペドロ海峡を渡ってサンタカタリナ島まで行く渡し船だった。のちにアメリカ陸軍に徴発されて、第二次世界大戦中に北カリフォルニアで兵士の輸送に使われた。
1992年、アメリカ合衆国郵便公社は29セントのカブリリョの記念切手を発行した。
クライブ・カッスラーのオレゴンファイルシリーズの小説において、「コーポレーション」の会長でオレゴン号の持ち主の名前はフアン・カブリリョにちなんでつけられた。

## サンサルバドル号のレプリカ

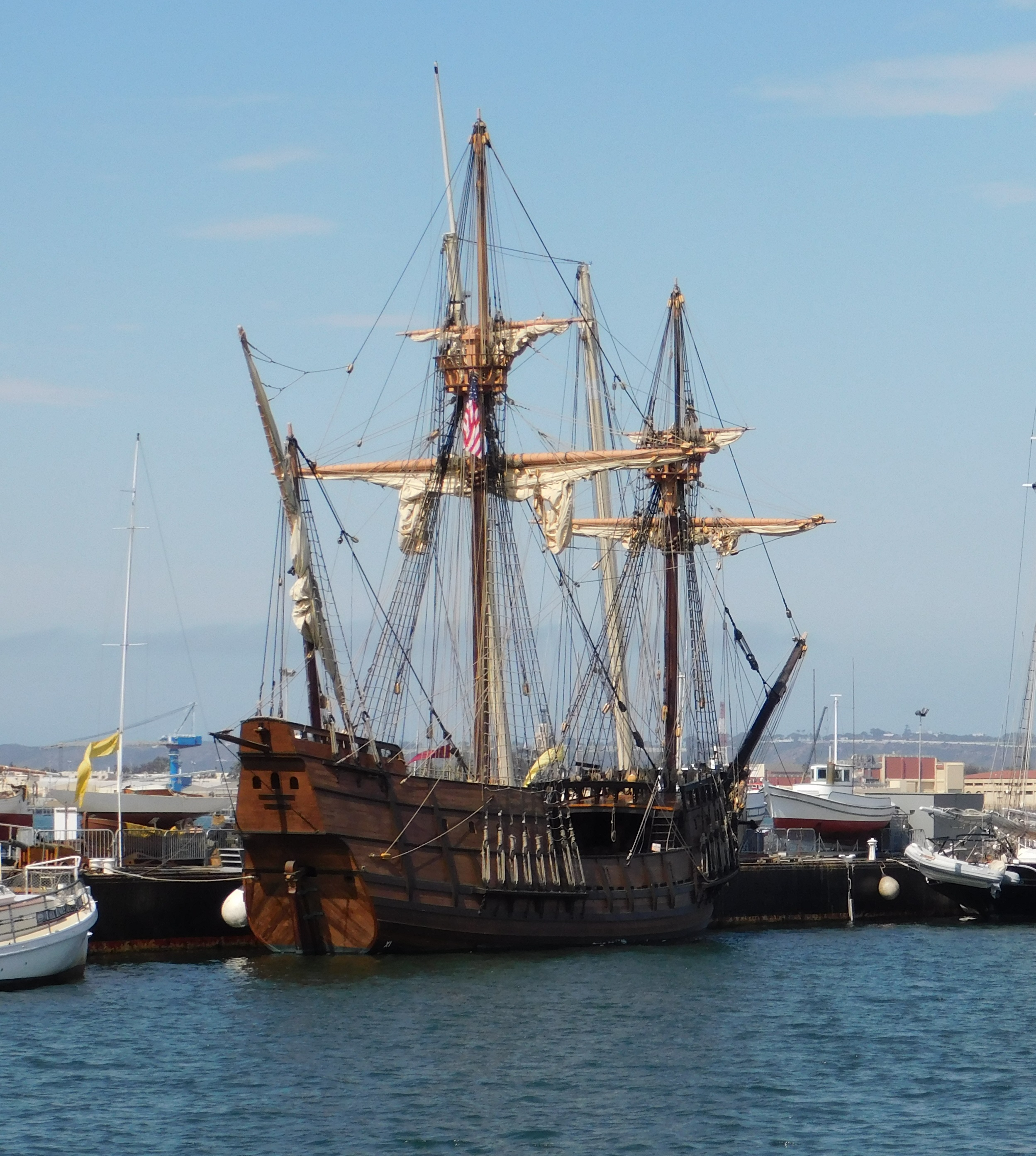
サンサルバドル号のレプリカ

サンディエゴ海事博物館は、カブリヨ・ナショナル・モニュメントと共同で、フアン・ロドリゲス・カブリリョの旗艦であるサンサルバドル号の、実物大で実際に動かせる、歴史的にも正確な複製を建造した。複製の作成は早期スペインおよびポルトガルの造船技術に関する歴史的・考古的研究にもとづいている。
船の建造は、サンディエゴ湾の海岸の公衆から見える場所で、専門の造船技術者と何十人ものボランティアによって実行された。2011年4月に起工し、2015年9月にはじめて公式に一般公開された。その後も海事博物館のドックで内装や艤装の作業が続けられている。サンサルバドル号は海事博物館で見られるほか、2016年秋以降、歴史教育の材料としてときどき航海をおこなっている。